# Romance de cavalaria

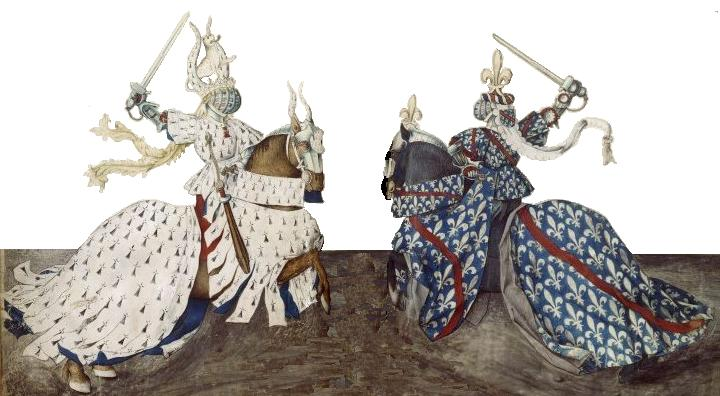
Cavaleiros lutando em um torneio.

Os romances ou novelas de cavalaria (designações modernas) ou ainda livros de cavalaria (designação antiga) são um género literário que se encontra, principalmente, em prosa (mas havendo também exemplares em verso), escritos na Época Medieval, com grande sucesso e popularidade na Espanha e, em menor medida, em Portugal, França e Península Itálica no século XVI E.C.
Eram histórias fantásticas que contavam as proezas e façanhas de um herói e a busca pelo seu amor. De carácter místico e simbólico, relatam aventuras penetradas de espiritualidade cristã e subordinam-se a um ideal místico, que sublima o amor profundo.
Eles surgem no final do séc. XV, sendo o último exemplar original (Boecia Policisne) publicado em 1602. Deixaram de estar na moda a partir de 1550, e Miguel de Cervantes, no séc. XVII, decide satirizá-los ao escrever um dos maiores clássicos da literatura ocidental, Dom Quixote.
Hoje, a imagem que temos da Idade Média é bastante mais influenciada pelo romance de cavalaria do que por qualquer outro género literário medieval. Quando pensamos em Época Medieval vem-nos logo à cabeça a imagem dos cavaleiros, das donzelas em perigo, dos dragões e monstros e tudo isso se encontra nos romances de cavalaria.
Originalmente, os romances de cavalaria foram escritos em francês antigo, anglo-normando, occitano, franco-provençal e depois em português, castelhano, inglês, italiano (Poesia siciliana) e alemão. Durante o início do séc. XIII, as novelas de cavalaria foram cada vez mais escritas em prosa. Nos romances posteriores a esse século, particularmente os de origem francesa, há uma marcada tendência para enfatizar os temas do amor cortês, tais como os de fidelidade na adversidade.

## Características

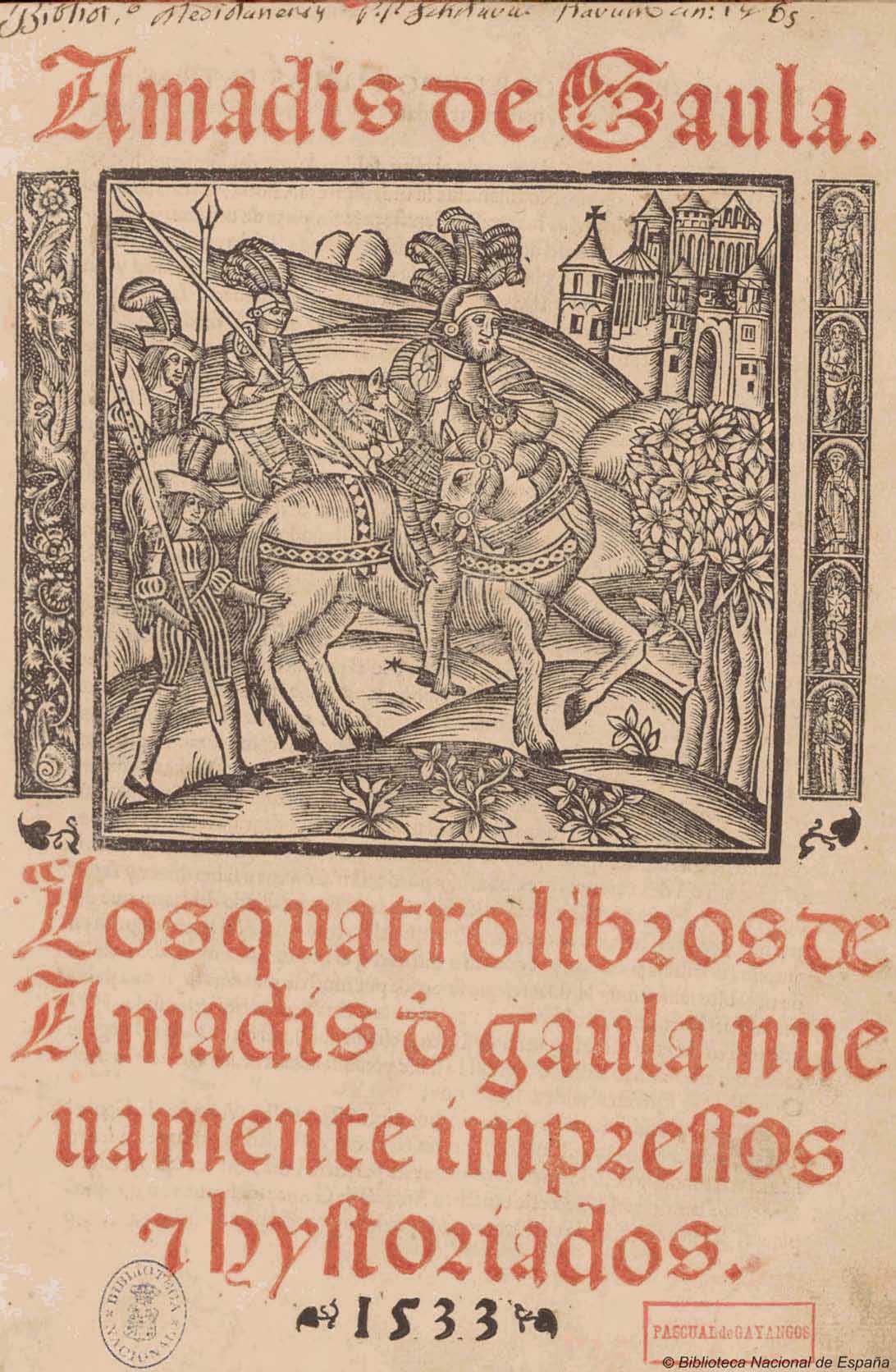
Amadis de Gaula (romance de cavalaria popular).

As principais características dos romances de cavalaria são:
- Relatavam, em sua maioria, grandes aventuras e atos de coragem dos cavaleiros medievais;
- No enredo destes romances, os acontecimentos tinham mais importância do que os personagens;
- Aventuras sem fim com várias possibilidades de continuação (sequências);
- Amor idealizado do cavaleiro pela dama que amava (amor cortês). Este amor, quase sempre, era impossível. As histórias costumavam terminar de forma trágica, sem o final feliz;
- Provação da honra, lealdade e coragem do cavaleiro em várias situações como, por exemplo, batalhas, aventuras, torneios e lutas contra monstros imaginários;
- Alguns temas ligados às batalhas entre cristãos e muçulmanos durante as Cruzadas Medievais;
- As novelas de cavalaria foram marcadas fortemente pela tradição oral;
- Glorificação da violência na Idade Média;
- Referências a períodos históricos e míticos do passado;
- Eram narradas em capítulos;
- Uso de locais geográficos irreais (falsos) imaginários como, por exemplos, terras fantásticas e míticas;
- Apresentação de códigos de conduta próprios dos cavaleiros medievais.

## Matérias ou Ciclos

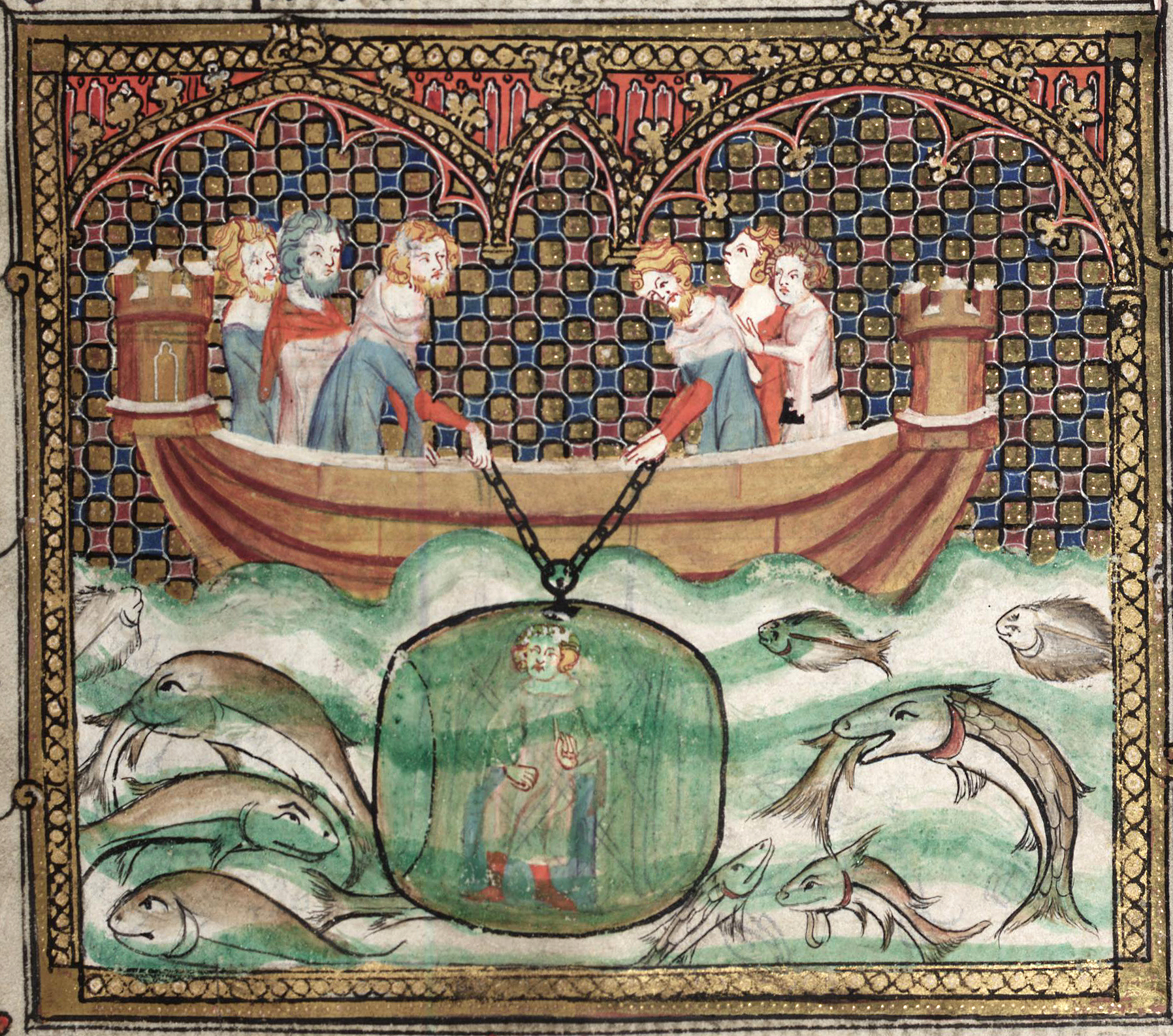
Iluminura com Alexandre, o Grande no fundo do mar

Segundo vários eruditos, os romances de cavalaria podem ser divididos, no mínimo, em três grupos:
- Matéria de Roma (Passam-se na Grécia e na Roma Antiga e falam dos Troianos, de Eneias e de Alexandre Magno);
- Matéria da Bretanha (Passam-se na Grã-Bretanha e falam, principalmente, do Rei Artur e dos Cavaleiros da Távola Redonda);
- Matéria da França (Passam-se na França e falam, principalmente de Carlos Magno).

### Matéria de Roma
Os romances mais importantes da Matéria de Roma são o Romance de Alexandre, sobre as conquistas de Alexandre o Grande, o Romance de Troia, o Romance de Tebas e o Romance de Eneias, que reelabora material originário da Eneida.
Tipicamente os personagens clássicos destes romances são caracterizados como cavaleiros medievais, sucedendo-se episódios de batalhas, torneios e cenas amorosas ao estilo do amor cortês medieval.

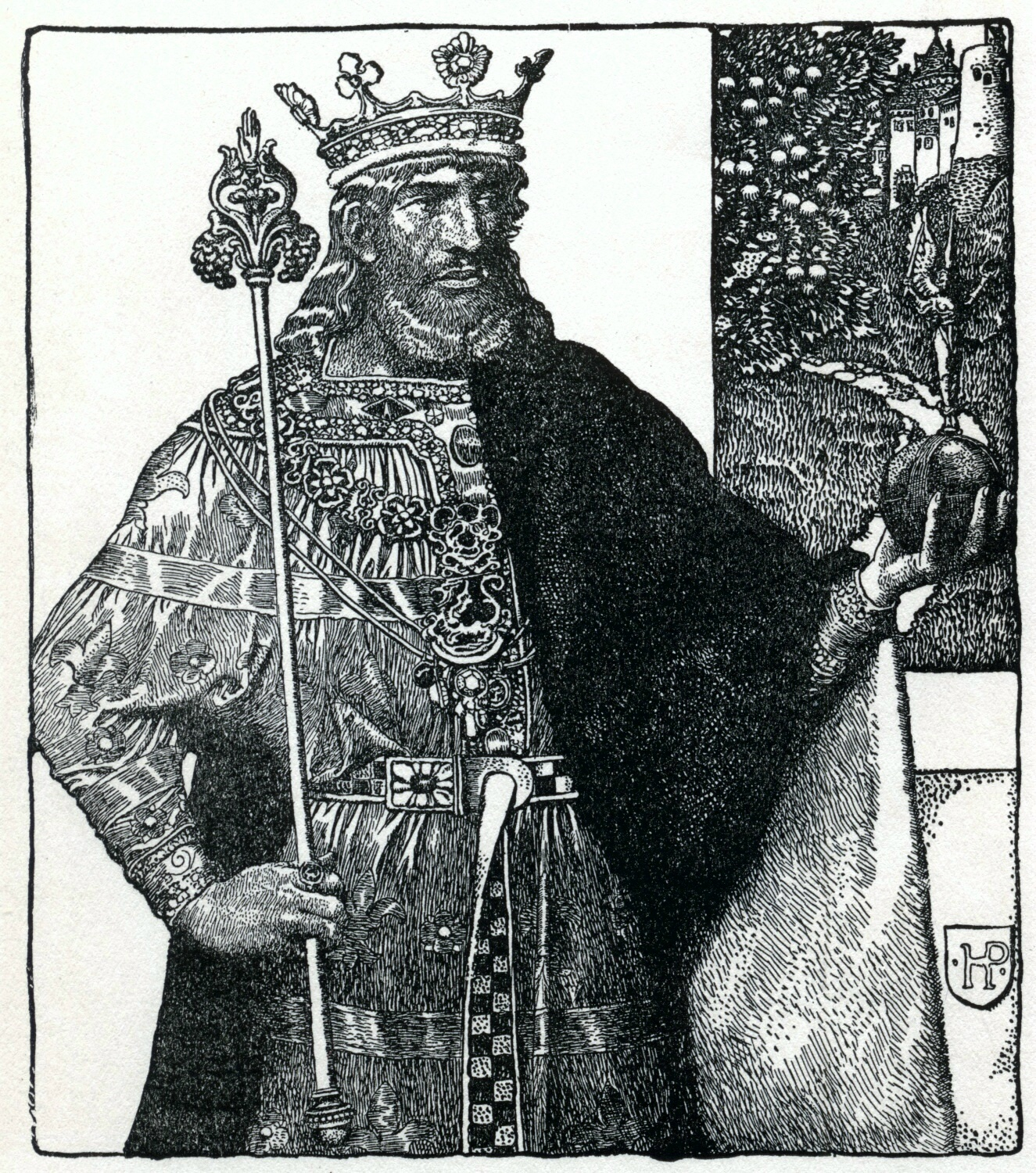
Rei Artur (Ciclo Arturiano)

### Matéria da Bretanha

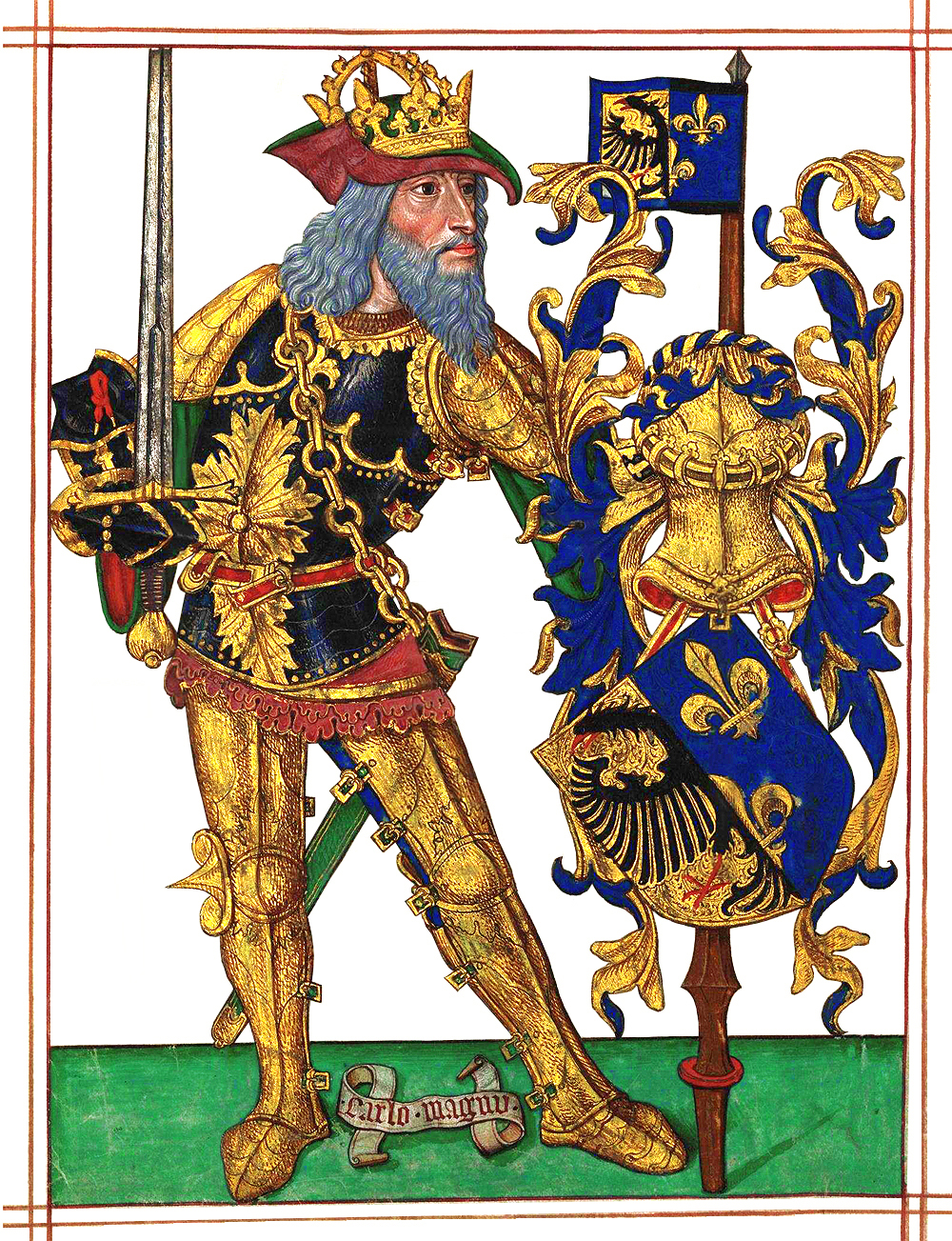
Carlos Magno (Ciclo Carolíngio)

Matéria da Bretanha (ou Ciclo Arturiano) é um nome dado coletivamente às lendas, em geral de origem celta, relacionadas à história  da Bretanha e das Ilhas Britânicas. As histórias mais conhecidas são aquelas centradas na figura do rei Artur e seus Cavaleiros da Távola Redonda.
O poeta francês do século XII Jean Bodel criou o termo numa canção de gesta de sua autoria, a Chanson de Saisnes, na qual aparecem os seguintes versos:
Ne sont que iii matières à nul homme atandant,
De France et de Bretaigne, et de Rome la grant.
O que poderia ser traduzido por:
Há somente três matérias que ninguém deveria olvidar,
a da França, a da Bretanha, e a da grande Roma.

O nome distingue e identifica os temas da Matéria da Bretanha daqueles mitológicos extraídos da antiguidade clássica, a "matéria de Roma", e os contos dos paladinos de Carlos Magno e suas guerras contra os mouros e sarracenos, as quais constituíam a "matéria de França". Enquanto Artur é o principal assunto da Matéria da Bretanha, outros relatos menos conhecidos da história lendária da Grã-Bretanha, incluindo as histórias de Brutus da Bretanha, Coel Hen, rei Lear e Gogmagog, também são incluídos na Matéria da Bretanha.

### Matéria de França

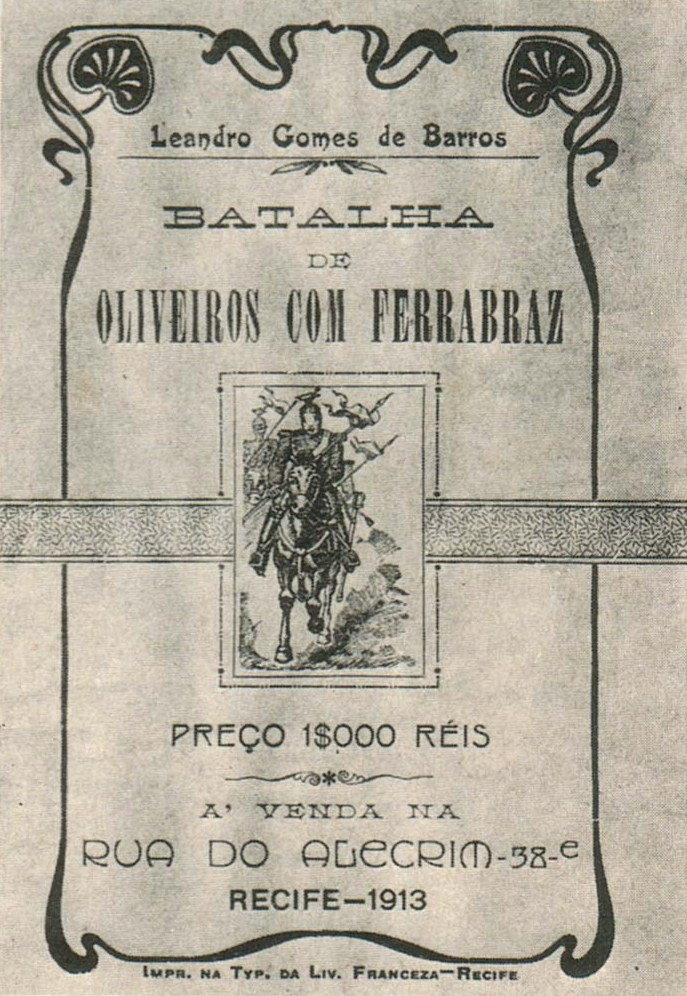
Capa do famoso cordel: Batalha de Oliveiros com Ferrabraz, edição de 1913.

A Matéria de França, também conhecida como Ciclo Carolíngio é um corpo de história lendária que surge nas canções de gesta da literatura medieval, escrita em Francês antigo, versando sobre as aventuras de Carlos Magno e Os Doze Pares da França.
Os seus contos foram desenvolvidos originalmente nestes épicos, mas as histórias que narram sobreviveram aos épicos medievais propriamente ditos, indo alimentar até mesmo a literatura de cordel do Nordeste do Brasil, é o caso de "A Batalha de Oliveiros com Ferrabrás" de Leandro Gomes de Barros.

## Lista
Alguns exemplos são: 
- O Rei Arthur e os cavaleiros da Távola Redonda
- Amadis de Gaula
- -Las sergas de Esplandián
- Palmerín de Oliva
- Primaleón
- Floriseo
- Palmeirim de Inglaterra
- Romance de Alexandre
- Romance da Rosa
- Demanda do Santo Graal
- Perceforest
- Sir Gaiwan and the Green Knight
- Guillaume de Palerme